# Veli Rat
Veli Rat – wieś w Chorwacji, w żupanii zadarskiej, w gminie Sali. W 2011 roku liczyła 60 mieszkańców.
Urodził tu się arcybiskup zadarski Mate Garković.